# 鈴木生朗
鈴木 生朗（すずき いくろう、1926年11月25日 - 2014年12月28日）は、日本の脚本家。東京都出身。早稲田大学商学部卒。

## 人物
大学卒業後、京都に移住し脚本家として活動を開始。主に時代劇を多く手掛けた。映画・テレビドラマのほか、テレビアニメ『佐武と市捕物控』にも参加している。
時代劇以外では、仮面ライダーシリーズも担当。同じく東映制作の『変身忍者 嵐』も含め、吸血怪人が登場する回を執筆することが多かった。第1作『仮面ライダー』では、関西在住であったことから、第71話から第73話の関西ロケ編のシナリオハンティングも行った。

## 主な作品

### 映画
- めくらのお市物語 真赤な流れ鳥（1969年）
- めくらのお市 地獄肌（1969年）
- 必殺始末人（1997年）

### テレビ
- あばれ医者嵐山
- 暴れん坊将軍III
- あばれ八州御用旅
- 江戸中町奉行所
- 江戸の用心棒（1981年版）
- 江戸の用心棒（1994年版）
- お命頂戴!
- 狼・無頼控
- 大暴れ! 一心太助
- お耳役秘帳
- 父子鷹（1994年版）
- 影の軍団 幕末編
- 風
- 仮面ライダーシリーズ
  - 仮面ライダー
  - 仮面ライダーV3
  - 仮面ライダーX
  - 仮面ライダーアマゾン
  - 仮面ライダーストロンガー
  - 仮面ライダー（スカイライダー）
- 斬り捨て御免!
- 鞍馬天狗（1967年版）
- 鞍馬天狗（1990年版）
- 黒い編笠
- 喧嘩屋右近
- 喧嘩安兵衛 決闘高田ノ馬場
- 城下町の女
- 新吾十番勝負（1966年）
- 新五捕物帳
- 銭形平次（風間杜夫版）
- それからの武蔵
- 忠臣蔵外伝 薄桜記
- 長七郎江戸日記
- 付き馬屋おえん事件帳
- 天下の副将軍水戸光圀 徳川御三家の激闘
- 遠山の金さん
- 徳川武芸帳 柳生三代の剣
- 人形佐七捕物帳（1977年版）
- 人形佐七捕物帳 凶悪のけものを追え!
- 眠狂四郎円月殺法（1982年版）
- 眠狂四郎無頼控
- 白馬の剣士
- 八百八町夢日記
- 花かぶら
- 花ちりめん
- 半七捕物帳
- 変身忍者 嵐
- 魔女はホットなお年頃
- 松平右近事件帳シリーズ
- 水戸黄門 (ブラザー劇場)
- 水戸黄門 (パナソニック ドラマシアター)
- 宮本武蔵（1975年版）
- 名奉行 遠山の金さん
- 夕映えの女
- 竜馬がゆく（1965年版）
- 牢獄の花嫁